# Claudio Lazzaro

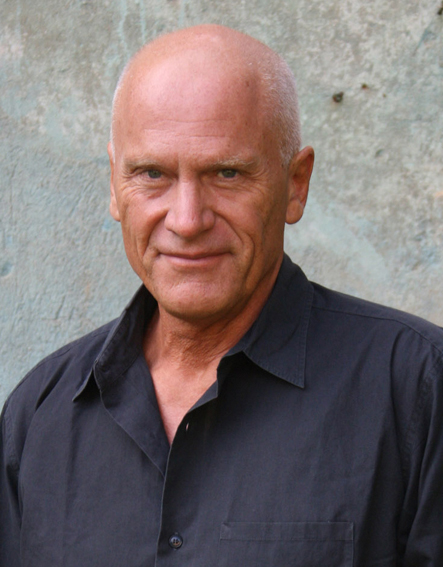
Claudio Lazzaro

Claudio Lazzaro (Camogli, 8 ottobre 1944 – Cagliari, 29 luglio 2025) è stato un giornalista e regista italiano.

## Biografia
Nasce a Camogli, in provincia di Genova, durante la seconda guerra mondiale. Il padre, Gianpaolo Lazzaro, pittore attivo nelle avanguardie artistiche, quando iniziarono i reclutamenti forzati della Repubblica di Salò decise di trasferirsi per prender parte alla Resistenza in Liguria. La madre, Bruna Gualazzi, a volte lo seguiva nelle sue missioni. Alla fine della guerra, la famiglia torna a stabilirsi a Milano, in una casa di periferia, dove il piccolo Claudio incontra personaggi che restano impressi nella sua memoria, come Dino Buzzati e Lucio Fontana. Da ragazzo legge molto, ma va male a scuola. Nel 1963 la rivista di fantascienza Urania (numero 307 bis) pubblica un suo racconto. Nel 1971 si laurea in Scienze Politiche, con 110 e lode,  all’Università degli Studi di Milano. Per un anno lavora all’Istituto di Sociologia della Statale con la qualifica di ricercatore. Si sposa nel 1992 con Elena Somarè, artista multimediale, fotografa, musicista, regista di documentari. La coppia avrà due figlie, Diana e Gaia. Il 29 luglio 2025 muore dopo esser stato ricoverato all'ospedale di Cagliari per l'aggravarsi di un male incurabile.

## Giornalismo
Inizia nel 1972 scrivendo di economia sul settimanale Tempo, allora diretto da Nicola Cattedra. Nel 1973, assunto da Tommaso Giglio, entra nella redazione del settimanale L'Europeo, dove impara il mestiere lavorando con Oriana Fallaci, Alberto Ongaro, Massimo Fini, Ferdinando Scianna e altre firme della testata del gruppo Rizzoli. Nel giugno del 1975 scrive con Massimo Fini un’inchiesta su Margherita Cagol, moglie di Renato Curcio e cofondatrice delle Brigate Rosse, appena uccisa dai carabinieri.. Un anno dopo muore Alexandros Panagulis, l'eroe nazionale greco, compagno di Oriana Fallaci. Lei è convinta che l'incidente automobilistico in cui ha perso la vita sia un assassinio mascherato. Con Lazzaro si reca ad Atene per trovare le prove. Dopo una ricerca avventurosa l'inchiesta viene scritta a quattro mani, ma la Fallaci, troppo coinvolta, preferisce non apparire. Il pezzo esce sull'Europeo con la sola firma di Lazzaro. Negli anni '70 Lazzaro scrive di eversione rossa e nera, di Autonomia Operaia, di "strategia della tensione", ma avverte il peso di un clima in cui è sempre più difficile raccontare e spiegare liberamente: nell’emergenza diventa obbligatorio schierarsi con lo Stato, anche quando i suoi stessi apparati appaiono coinvolti in trame di cui solo più tardi si capirà la portata eversiva. Per questo accoglie, nel 1977, la proposta dell’allora direttore Giovanni Valentini, di progettare e curare un nuovo supplemento da allegarsi all’Europeo. Realizza così il mensile L’Europeo Cinema, che ha tra i suoi collaboratori Oreste Del Buono, Aldo Grasso, Morando Morandini, Tatti Sanguineti, Paolo Mereghetti e Leonardo Sciascia. Per l’Europeo intervista i protagonisti della cultura e dello spettacolo, da Gabriel García Márquez a Steven Spielberg a Federico Fellini. Quando il settimanale viene trasferito a Roma, il nuovo direttore Mario Pirani gli offre di curare il costume e gli spettacoli ma, durante la direzione di Vittorio Feltri, torna a occuparsi del settore "Italia". Con Lamberto Sechi direttore continua a scrivere di cronaca italiana, politica, costume, realizzando numerose inchieste di copertina.

Collabora ad altri periodici, come i mensili Prima Comunicazione, Media Production, Max, Ciak, Moda, King, Ulisse 2000. Quando nel 1995 L'Europeo chiude, per poi trasformarsi in periodico mensile, Lazzaro passa al Corriere della Sera, in cronaca e agli esteri (inviato di guerra in Kosovo e Iraq).

## Televisione
A margine del suo impegno nella redazione romana dell’Europeo, collabora saltuariamente con Raitre. Affianca prima Catherine Spaak come autore di Harem (1993) e poi Sydne Rome, come autore e conduttore di Fantastica età (1995). Per Reteitalia realizza speciali su personaggi dello spettacolo, come l’intervista a Marcello Mastroianni che nel settembre del 1987 inaugura La giostra, il primo tentativo, condotto da Enrica Bonaccorti, di battere la Rai sul terreno del varietà domenicale.

## Documentari e informazione libera
Nel 2005, dopo dieci anni al Corriere della Sera, si dimette e costituisce una società, la Nobu Productions, per realizzare documentari a basso costo, sfruttando la potenzialità delle nuove tecnologie e i nuovi canali distributivi indipendenti.
“Volevo dimostrare che si può fare informazione libera, senza chiedere il permesso”, racconta il regista, “Nobu è una contrazione di no budget, che significa i soldi non ci sono, ma il film si fa. Come? Lavorando con chi è disponibile a non guadagnare nell’immediato, scommettendo su progetti che cercano la loro forza, anche commerciale, nella totale libertà con cui vengono realizzati ”.
Camicie verdi - Bruciare il tricolore, il suo primo documentario, è un viaggio all’interno della Lega Nord nella sua fase iniziale, eversiva e xenofoba. Esce quando la Lega era al potere, due mesi prima del voto sulla c.d. devolution (secondo referendum di revisione costituzionale della Repubblica Italiana, che prevedeva la riorganizzazione dello Stato su base formalmente federale).
Il documentario viene proiettato su tutto il territorio nazionale, allegato al quotidiano L'Unità e usato per animare il dibattito preelettorale dai sostenitori del No al referendum, che il 26 giugno 1996 hanno la meglio col 61,29% dei voti. Al Festival di Locarno del 2006 Camicie Verdi riceve il Premio della critica indipendente come “Film civilmente più significativo”.
Nazirock - Come sdoganare la svastica e i saluti romani, il suo secondo documentario, distribuito in DVD nel 2008 da Feltrinelli Real Cinema, racconta l'estrema destra italiana e il suo sdoganamento durante i governi Berlusconi. È la prima opera di giornalismo d'inchiesta che mostra dall'interno il rapporto tra i giovani dal “cuore nero” e la musica cosiddetta identitaria, utilizzata come strumento di proselitismo politico da Forza Nuova e da altri gruppi della destra estrema. Il film viene duramente boicottato dalla destra neofascista. L’autore e i cinema che mettono Nazirock in cartellone ricevono minacce. Molte proiezioni vengono cancellate.
Alcune librerie non espongono il dvd negli scaffali per timore di rappresaglie.
Il regista deve difendersi in sei diversi procedimenti giudiziari, a seguito delle denunce di personaggi della destra estrema che a vario titolo si ritengono diffamati o danneggiati dal suo documentario. Viene sempre assolto in primo grado, con l’eccezione della causa che gli viene intentata da Gigi Guerzoni, un pregiudicato vicino a Forza Nuova (con cui si candida alle elezioni politiche), leader di una rock band, i Legittima Offesa, che inneggia ai combattenti di Salò. Questa volta Claudio Lazzaro viene condannato a risarcire l’esponente di Forza Nuova, che secondo l’accusa sarebbe stato danneggiato dal documentario. Mentre la casa editrice Feltrinelli, forse temendo rappresaglie, preferisce pagare, l’autore si oppone e riesce a veder riconosciute, in appello, le sue ragioni.  Infine la Cassazione, con sentenza depositata il 3 febbraio del 2022, respinge il ricorso di Luigi Guerzoni e riconosce che l’autore di Nazirock ha esercitato il diritto di cronaca con professionalità e correttezza. Ma intanto dall’inizio di questa offensiva giudiziaria, montata a scopo intimidatorio, sono passati dieci anni e anche se i nostalgici del ventennio fascista hanno perso in tribunale, comunque (mancando in Italia una legge capace di scoraggiare le cause temerarie con risarcimenti ai perseguitati e penali per chi cerca d’imbavagliare l’informazione) hanno ottenuto quello che volevano: impedire a un giornalista indipendente, non protetto da una grossa casa editrice, di proseguire nel suo lavoro.
Contro i procedimenti giudiziari nei confronti di Nazirock ha preso posizione Articolo 21, l’associazione di giornalisti, giuristi, economisti e personaggi della cultura che difendono la libertà di manifestazione del pensiero..

Claudio Lazzaro è stato inserito nella lista delle vittime da Ossigeno per l’informazione, l’associazione che gestisce l’Osservatorio sui giornalisti minacciati, patrocinato dalla Federazione Nazionale della Stampa e dall’Ordine dei Giornalisti.
Bandiera viola, realizzato dopo Camicie verdi - Bruciare il tricolore e Nazirock - Come sdoganare la svastica e i saluti romani, come la terza tappa di un viaggio nelle nuove destre, racconta il berlusconismo attraverso la cronaca della manifestazione autoconvocata in rete, No Berlusconi Day, che il 5 dicembre 2009 ha portato in piazza, a Roma, un milione di persone.

A convocarle, per la prima volta, non sono i partiti o i sindacati, che anzi vengono cacciati dal corteo e da Piazza San Giovanni, ma un anonimo blogger su internet. È la prima manifestazione di massa autoconvocata in rete. Ad accorrere è Il Popolo Viola, anticipazione del Movimento 5 Stelle.

Nel luglio 2010 il film era pronto per la distribuzione. Ma il 2 ottobre, a Roma, questa volta con l’appoggio delle opposizioni, viene convocata una seconda manifestazione viola contro Berlusconi, il No B Day 2. Per sostenere l’iniziativa l’autore decide di mettere il film online gratuitamente, il 27 settembre. Mentre a Roma si tiene un’anteprima al cinema Olimpia, in contemporanea si svolgono decine di proiezioni dibattito in diverse città italiane, ma anche a Parigi e a Londra. A organizzare l’evento sono due attiviste che grazie a un mese di duro lavoro, a titolo esclusivamente gratuito, riescono ad attivare un circuito alternativo di sale cinematografiche, messe a disposizione da circoli culturali, centri sociali, Anpi, Arci e altre associazioni. Le due attiviste sono Colly Coliva e una giovane Elly Schlein, che nel 2023 diventerà Segretaria del Partito Democratico.

Il No B Day 2 replica in parte il successo della prima manifestazione: a Roma in Piazza San Giovanni ci sono, secondo gli organizzatori, 500.000 persone. Sul palco, dopo la proiezione di alcuni spezzoni di Bandiera viola, Claudio Lazzaro espone ai manifestanti la sua idea di libertà d’informazione.

## Cinema
A metà degli anni '70 lo scontro tra gli “opposti estremismi” è al suo culmine. Su L'Europeo Lazzaro racconta quelli di sinistra e quelli di destra.

Un articolo in cui esplora il mondo dei sanbabilini e intervista un giovane picchiatore, amico del branco che ha massacrato Alberto Brasili in via Mascagni a Milano, attira l’attenzione del regista Carlo Lizzani, che su questo omicidio di matrice neofascista decide di realizzare San Babila ore 20: un delitto inutile.
Il film uscirà nel 1976, ma in alcune città, come Milano, avrà problemi di distribuzione, per le minacce che arrivano agli esercenti delle sale cinematografiche. Proprio come il film documentario Nazirock - Come sdoganare la svastica e i saluti romani, che Lazzaro realizzerà 32 anni dopo, e che non riuscirà, per via delle minacce, a essere distribuito nei cinema.

In San Babila ore 20, Lazzaro dà un contributo alla sceneggiatura, firmata da Ugo Pirro, e interpreta sé stesso: il giornalista che intervista un giovane neofascista. Lizzani gli chiede di recitare una piccola parte anche nel suo film successivo, Kleinhoff Hotel, accanto a Corinne Cléry.
Un altro autore con cui collabora è Francesco Longo. Con lui firma la sceneggiatura del film La ballata di Eva (1986), prodotto da Roberto Cicutto e interpretato da Ida Di Benedetto e Massimo Ghini.

## Filmografia
- Camicie verdi - Bruciare il tricolore (2006)
- Nazirock - Come sdoganare la svastica e i saluti romani (2008)
- Bandiera viola (2010)